# Berwicke
Berwicke – wieś w gminie Welver w powiecie Soest, w kraju związkowym Nadrenia Północna-Westfalia, w rejencji Arnsberg.

## Demografia
Według spisu ludności z końca 2024 roku, w Berwicke mieszkało 223 mieszkańców, z czego 108 to mężczyźni, a 115 kobiety.

## Geografia

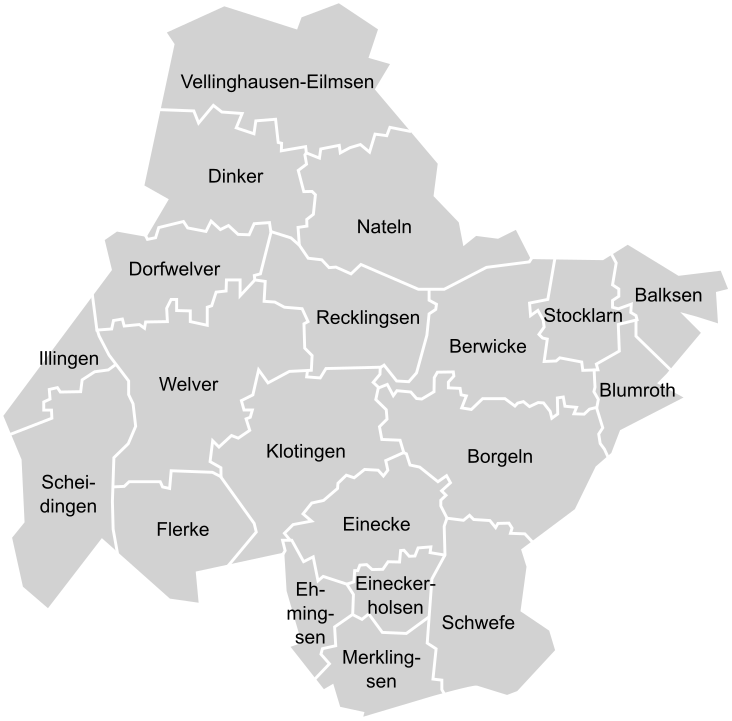
Dzielnice gminy Welver

Berwicke mierzy powierzchnię 5,41 km².
Dzielnica leży w środkowej części gminy i graniczy z sześcioma innymi dzielnicami: Stocklarn, Blumroth, Borgeln, Klotingen, Recklingsen i Nateln.

## Historia
Pierwsza wzmianka o Berwicke pochodzi z 1193 roku. Wtedy jeszcze miejsce to nazywało się Berewich.

### Reorganizacja gmin
W ramach reorganizacji gmin 1 lipca 1969 roku Berwicke wraz z 20 innymi miejscowościami stało się częścią nowej gminy Welver.

## Polityka
Burmistrzem Berwicke jest Friedrich Bußmann.